# الآمر بأحكام الله
أبو علي منصور بن أحمد (ولد 1096 – مات 1130) تلقب عند توليته بلقب الآمر بأحكام الله فكان الخليفة الفاطمي العاشر والإمام العشرين للإسماعيلية المستعلية، وهو ابن المستعلي بالله (1094 – 1101)، الخليفة الفاطمي التاسع. حكم منذ عام 1101 وهو صبي، وحتى وفاته.
في 1121 اغتيل وزير الآمر بأحكام الله وكيله الأفضل شاهنشاه اغتيل على يد الحشاشين النزاريه فعين الخليفه الفاطمي المأمون البطائحي.
في عهده أخذ الفرنج عكا عام 1103، كما أخذوا طرابلس عام 1108. وبعد ذلك تسلموا تبنين عام 1117، وصور عام 1124، وأخذوا بالسيف بيروت عام 1109، وصيدا عام 1110، وسقطت الفرما للملك الإفرنجي بردويل.
كان الآمر في هودجه يتنزه فيما بين القاهرة والجزيرة في ذي القعدة سنة 524 عندما هاجمته جماعة مسلحة بالسيوف يروي المقريزي أنها تابعة للنزارية الذين أرادوا الانتقام منه لما كان من شقاق ما بين أبيه المستعلي بالله وعمه نزار على عرش الفاطميين في مصر، فحُمل الآمر إلى القصر إلا أنه توفي يوم الرابع عشر من ذي القعدة (موافقا 7 أكتوبر 1130)، فكانت مدة حكمه تسعا وعشرين سنة وتسعة أشهر.
لم يكن الآمر بأحكام الله قد سَمَّى عند موته خليفة فوقع خلاف فيمن يخلفه بين من بايعوا ابنه الطيب أبوالقاسم فعرفوا بالطَّيِّبِية، وآخرون بايعوا الحافظ لدين الله ابن عم أبيه المستعلي فعرفوا بالحافظية (وكذلك يعرفون بالمجيدية) فنجم من جراء ذلك انشقاق جديد في الإمامة.
| سبقه المستعلي بالله | الخلافة الفاطمية 1101 – 1130 | تبعه الحافظ لدين الله |

| قبله: المستعلي بالله | أئمة الإسماعيلية المستعلية الطيبية | بعده: الطيب أبي القاسم |

| قبله: المستعلي بالله | أئمة الإسماعيلية المستعلية الحافظية | بعده: الحافظ لدين الله |